# 잭슨 브라운
클라이드 잭슨 브라운(영어: Clyde Jackson Browne, 1948년 10월 9일 ~ )은 미국의 싱어송라이터이자 반핵 운동가이다. 독일의 하이델베르크에서 태어났다. 1972년에 데뷔 음반 《Doctor My Eyes》를 발매하여 타이틀곡과 〈Rock Me On The Water〉, 〈Jamaica Say You Will〉 등을 히트시켰다. 1973년에 두 번째 음반 《For Everyman》에서 〈Redneck Friend〉와 〈These Days〉를 발매하였다. 이어 1974년에 발표한 《Late for the Sky》는 그의 첫 번째 골드 앨범으로 많은 찬사를 받았다. 이 앨범에는 〈Fountain Of Sorrow〉, 〈Before The Deluge〉 등이 수록되었다. 1976년에 발표한 《The Pretender》는 아내의 죽음으로 인한 상실감과 그리움을 담은 곡들을 발표하였다. 이후 반핵 운동에 앞장서서 활동하기도 했으며, 영화 《노 너크스》(No Nukes)의 사운드 트랙 제작에도 참여하였다. 1980년에 발매한 《Hold Out》은 〈Boulevard〉와 〈That Girl Could Sing〉을 수록하고 있다. 1982년에는 〈Somebody's Baby〉가 인기를 얻었으며, 1988년에 넬슨 만델라의 탄생 70주년을 위한 런던 윔블던 구장의 공연에 참여하였다. 1989년에는 정치적인 내용의 《World In Motion》을 발표하였다. 2004년 로큰롤 명예의 전당에 헌액되었다.

## 음반 목록
- Jackson Browne (1972)
- For Everyman (1973)
- Late for the Sky (1974)
- The Pretender (1976)
- Running on Empty (1977)
- Hold Out (1980)
- Lawyers in Love (1983)
- Lives in the Balance (1986)
- World in Motion (1989)
- I'm Alive (1993)
- Looking East (1996)
- The Naked Ride Home (2002)
- Time the Conqueror (2008)
- Standing in the Breach (2014)
- Downhill from Everywhere (2021)